# Armada Otomana
La Armada Otomana (en turco: Osmanlı Donanması o Donanma-Yi Humayun), también conocida como la flota otomana, se estableció en el siglo XIV después de que el Imperio Otomano se expandiese hasta llegar al mar en 1323 mediante la captura de Karamursel, que fue el sitio del primer astillero naval otomano y el núcleo de la futura marina. Durante su larga existencia, se vio envuelta en muchos conflictos y firmó varios tratados marítimos. En su apogeo, la Armada otomana extendió su influencia hasta el Océano Índico, incluso enviando una expedición a Indonesia en 1565.
Durante gran parte de su historia, la Armada era liderada por la persona con el título de Kapudan Pasha (Gran Almirante; literalmente "Capitán Pasha"). Este rango fue abolido en 1867, cuando fue reemplazado por el ministro de la Marina (turco: Bahriye Naziri) y un número de comandantes de la flota (turco: Donanma Komutanları). Tras el final del Imperio otomano y la declaración de la República de Turquía en 1923, la tradición naval siguió en la moderna Armada de Turquía.

## Flotas preotomanas
La primera flota naval turca en Anatolia, consistió de 33 barcos de vela y 17 barcos de remos, y se formó en el puerto de Esmirna (Izmir) por orden de Tzacas en 1081, después de su conquista de Esmirna, Vourla (Urla), Kysos (Çeşme), Focea (Foça) y Teos (Sığacık) en la costa egea de Anatolia ese mismo año. La flota de Tzacas asalto Lesbos en 1089 y Chios en 1090, antes de derrotar a una flota bizantina cerca de las Islas Oinousses el 19 de mayo de 1090, lo que marcó la primera victoria de los turcos de Anatolia en una batalla naval. En 1091 la flota de Tzacas asalto las islas de Samos y Rodas en el mar Egeo, pero luego fue derrotada y expulsada por los Almirantes bizantinos Constantino Dalassenos y Juan Ducas. En 1095 la flota de Tzacas tomó el Golfo de Adramiteno y su estratégica ciudad portuaria (Edremit) en la costa egea de Anatolia y la ciudad de Abydos en el estrecho de Dardanelos.
El sultán de Rum Alaeddin Keykubad I conquistó Alaiye (Alanya) y construyó un arsenal naval allí. Alanya se convirtió en el puerto base de la flota selyúcida en el mar Mediterráneo. Keykubad más tarde formó una flota en el Mar Negro con sede en Sinope (Sinop), que, bajo el mando del emir Chupan, conquistó partes de la península de Crimea y Sugdak en el mar de Azov (1220-1237).

## Expansión (1299-1453)

### Expansión en los mares Egeo, Negro, Jónico y Adriático

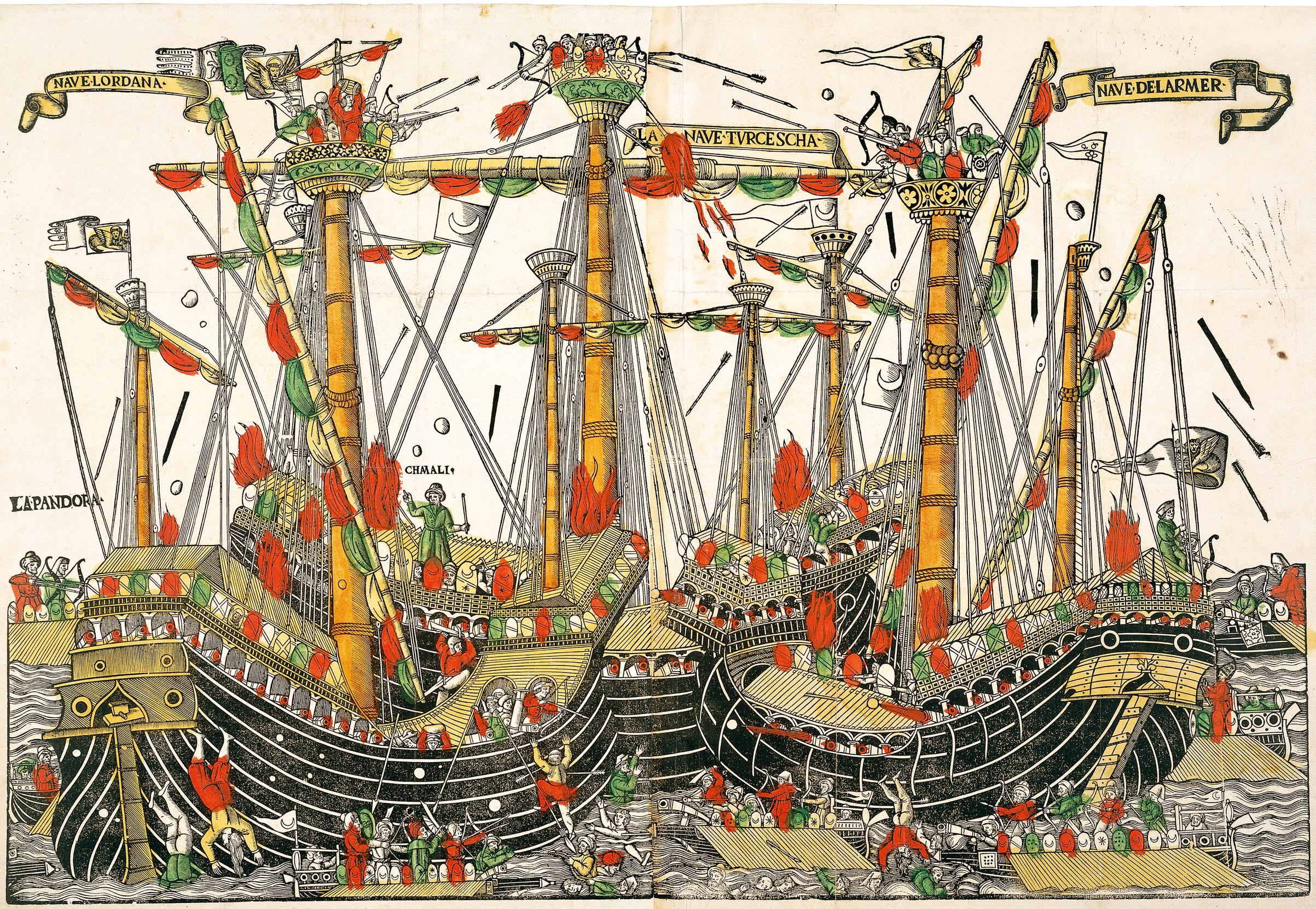
La Batalla de Zonchio en 1499.

La conquista de la isla de Kalolimno (Imrali) en el Mar de Mármara en 1308 marcó la primera victoria naval otomana. La flota otomana hizo sus primeros desembarcos en Tracia en 1321. La primera fortaleza otomana en Europa se construyó en 1351. Las costas de Anatolia del estratégico estrecho del Bósforo cerca de Constantinopla fueron conquistadas en 1352, y las dos orillas del igualmente estratégico estrecho de Dardanelos también fueron conquistadas por la flota otomana.
En 1373 se realizan los primeros desembarcos y conquistas en el Egeo, en las costas de Macedonia, que fue seguido por el primer sitio otomano de Tesalónica en 1374. La primera conquista otomana de Tesalónica y Macedonia se completaron en 1387. Entre 1387 y 1423 la flota otomana contribuyó a las expansiones territoriales del Imperio otomano en la península de los Balcanes y las costas del Mar Negro de Anatolia. Después de las primeras conquistas de territorios venecianos en Morea, comenzó la primera guerra otomano-veneciana (1423-1430).
Mientras tanto, la flota otomana siguió contribuyendo a la expansión del Imperio Otomano en los mares Egeo y negro, con las conquistas de Sinope (1424), Izmir (1426) y la reconquista de Tesalónica a los venecianos (1430). Albania fue reconquistada por la flota otomana con desembarcos entre 1448 y 1479.

## Crecimiento (1453-1683)

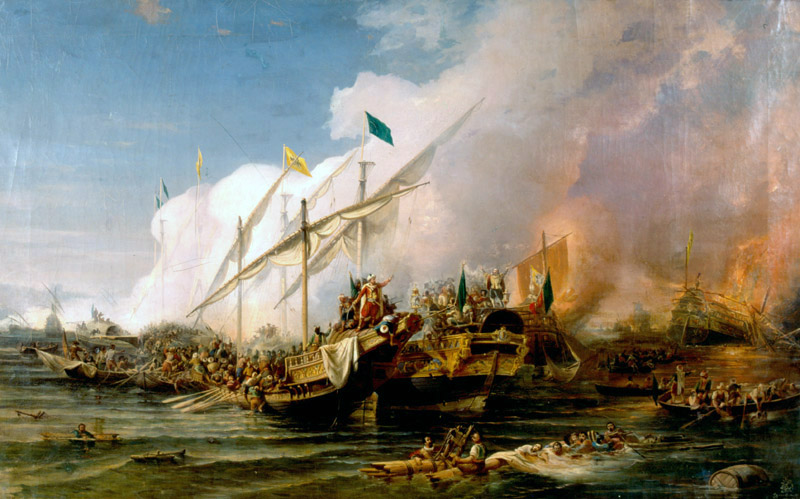
El almirante otomano Jeireddín Barbarroja derrotó a la Liga Santa de Carlos V bajo órdenes de Andrea Doria en la Batalla de Preveza en 1538.

En 1453 la flota otomana participó en las conquistas históricas de Constantinopla, Gökçeada, Lemnos y Tasos. La conquista del Ducado de Atenas y la del Despotado de Morea se completó entre 1458 y 1460, seguido por la conquista del Imperio de Trebisonda y la colonia genovesa de Amasra en 1461, que puso fin a los últimos vestigios del Imperio bizantino. En 1462 la flota otomana conquistó las islas genovesas del norte del mar Egeo, que fueron administrados por la familia Gattilusio, incluyendo su capital Mitilene, en la isla de Lesbos. Esto fue seguido por la Guerra otomano-veneciana de 1463-1479. En el período siguiente la flota otomana ganó más territorio en el Mar Egeo, y en 1475 puso un pie en Crimea en la costa norte del Mar Negro. Hasta 1499 esto fue seguido por una mayor expansión en las costas del Mar Negro (como la conquista de Georgia en 1479) y en la península de los Balcanes (como la reconquista definitiva de Albania en 1497, y la conquista de Montenegro en 1499). La pérdida de fortalezas venecianas en Montenegro, cerca de la estratégica Castelnuovo, desencadenó la Guerra Otomano-veneciana de 1499-1503, durante la cual la flota turca de Kemal Reis derrotó a las fuerzas venecianas en la batalla de Zonchio (1499) y la Batalla de Modón (1500). Por 1503 la flota otomana hizo incursiones en el noreste del Adriático en las costas de Italia capturando completamente las tierras venecianas en Morea, en las costas del mar Jónico y las costas del sureste del mar Adriático.
De acuerdo con Kátib Celebi una flota otomana típica en la mitad del siglo XVII constaba de 46 buques, cuya tripulación era de 15.800 hombres, aproximadamente dos tercios (10.500) eran remeros, y el resto (5300) combatientes.

### Expansión en el Levante y el Magreb, operaciones en el Mediterráneo Occidental

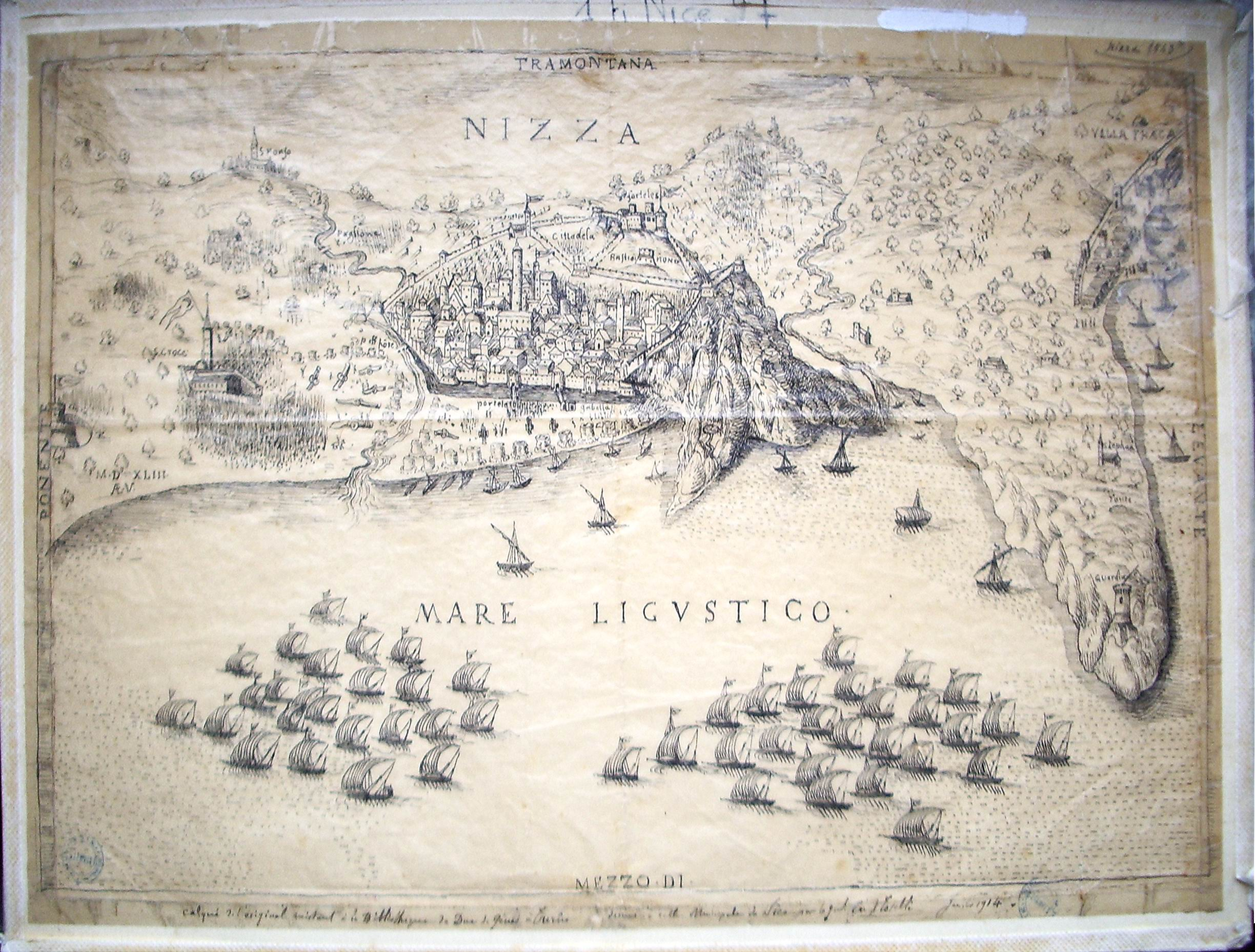
En el Asedio de Niza en 1543, las fuerzas combinadas de la alianza franco-otomana lograron capturar la ciudad.

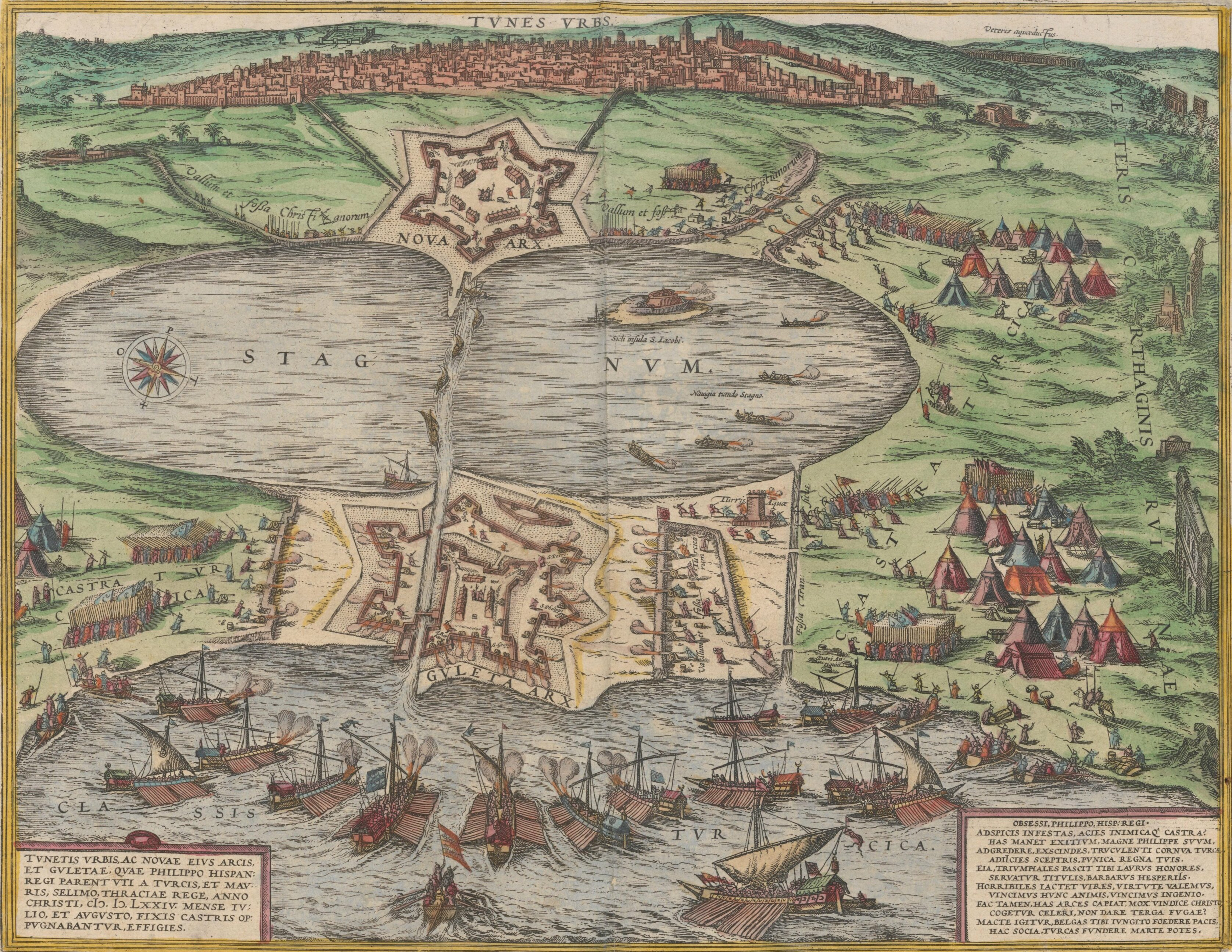
La flota otomana durante la captura de Túnez en La Goulette en 1574.

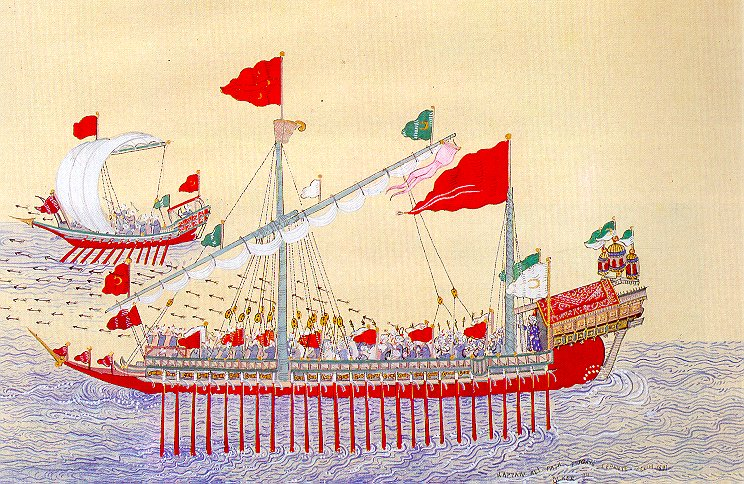
Galera otomana

A partir de la conquista de Siria en 1516, la flota otomana de Selim I comenzó la expansión de los territorios otomanos hacia el Levante y las costas Mediterráneas del norte de África. Entre 1516 y 1517 Argelia fue conquistada a España por las fuerzas de Aruj que declararon su lealtad al Imperio Otomano, que fue seguida por la conquista de Egipto y el fin del imperio de los mamelucos en 1517. En 1522 la estratégica isla de Rodas, la sede de los Caballeros de San Juan, fue conquistada por la flota de Kurtoğlu Muslihiddin Reis; Solimán I dejó que los caballeros pudieran salir de la isla, y trasladaron su base primero a Sicilia y después a Malta.
En 1527 la flota otomana participó en la conquista de Dalmacia, Croacia, Eslavonia y Bosnia. En 1529 la flota otomana comandada por Salih Reis y Aydin Reis destruyó la flota española de Rodrigo Portundo cerca de la Isla de Formentera. Esto fue seguido por la primera conquista de Túnez a España y la reconquista de Morea por la flota de Hayreddin Barbarroja, cuya flota más tarde conquistó las islas pertenecientes al Ducado de Naxos en 1537. Posteriormente, la flota otomana estableció un asedio a la isla veneciana de Corfú, y desembarco en las costas de Calabria y Puglia, lo que obligó a la República de Venecia y a la España de los Habsburgo de Carlos V, a pedir ayuda al Papa para crear una Liga Santa que consiste en España, la República de Venecia, la República de Génova, los Estados Pontificios y los caballeros de Malta. La flota conjunta fue comandada por el Almirante de Carlos V, Andrea Doria. La Liga santa y la flota otomana bajo el mando de Hayreddin barbarossa se enfrentaron en septiembre de 1538 en la Batalla de Preveza, que a menudo se considera la más grande victoria naval turca en la historia. En 1543 la flota otomana participó con las fuerzas francesas en el cerco de Niza, que en ese momento era parte del Ducado de Saboya. Posteriormente, Francisco I de Francia permitió a la flota otomana pasar el invierno en el puerto francés de Toulon. Esta única ocupación otomana de Toulon, permitió a los otomanos atacar a los Habsburgo españoles y los puertos italianos (enemigos de Francia), la flota dejó Toulon en mayo de 1544. Matrakçı Nasuh un jenízaro del siglo XVI, gran pensador y maestro de armas, según los informes, participó en la ocupación de Toulon.
En 1541, 1544, 1552 y 1555 la flota española-italiana de Carlos V bajo el mando de Andrea Doria fue derrotada en Argel, Nápoles, Ponza y Piombino, respectivamente.

### Operaciones en el océano Índico y las conquistas finales en África Del norte

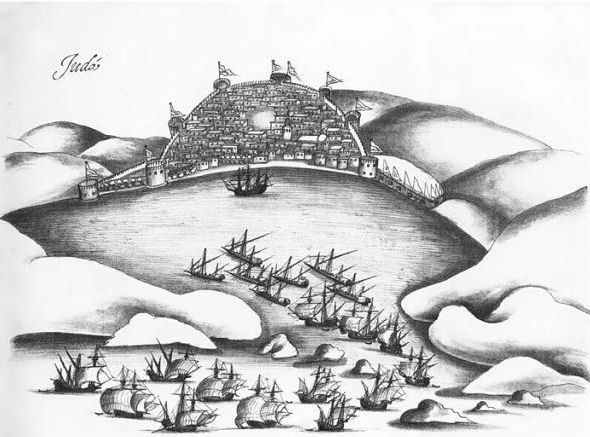
Selman Reis Defendiendo Jeddah contra un ataque portugués en 1517.

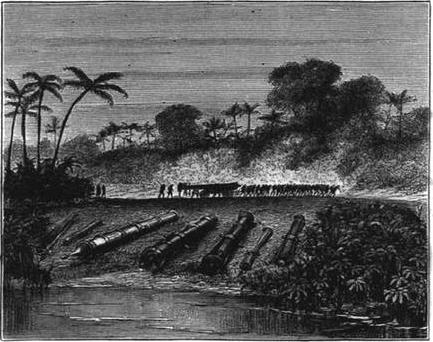
Cañones Otomanos y Acehneses, desmantelados tras la conquista holandesa de Aceh en 1874.

Mientras tanto, la flota otomana del Océano Índico, con sede en Suez y Basora, derrotó a las fuerzas portuguesas en varias ocasiones cerca de la península arábiga, conquistaron Adén y Yemen (1538-1539) que eran importantes puertos portugueses, además de Jeddah, Yibuti en el Mar rojo. El cerco otomano de Diu en 1538, cuyo objetivo era eliminar a los portugueses de la India, no pudo alcanzar este objetivo.
Entre 1547 y 1548, Yemen era reconquistado a los portugueses, mientras en el Golfo Pérsico y el Mar árabigo, otros puertos portugueses importantes como Omán y Catar fueron conquistados en 1552.
En 1565, el Sultanato de Aceh en Sumatra (Indonesia) declaró lealtad al Imperio Otomano, y en 1569 la flota otomana de Kurtoğlu Hızır Reis navegó a nuevos puertos como Debal, Surat, Janjira y para finalmente poner el pie en Aceh con una equipada flota de 22 barcos, que marcó la expansión territorial otomana oriental.

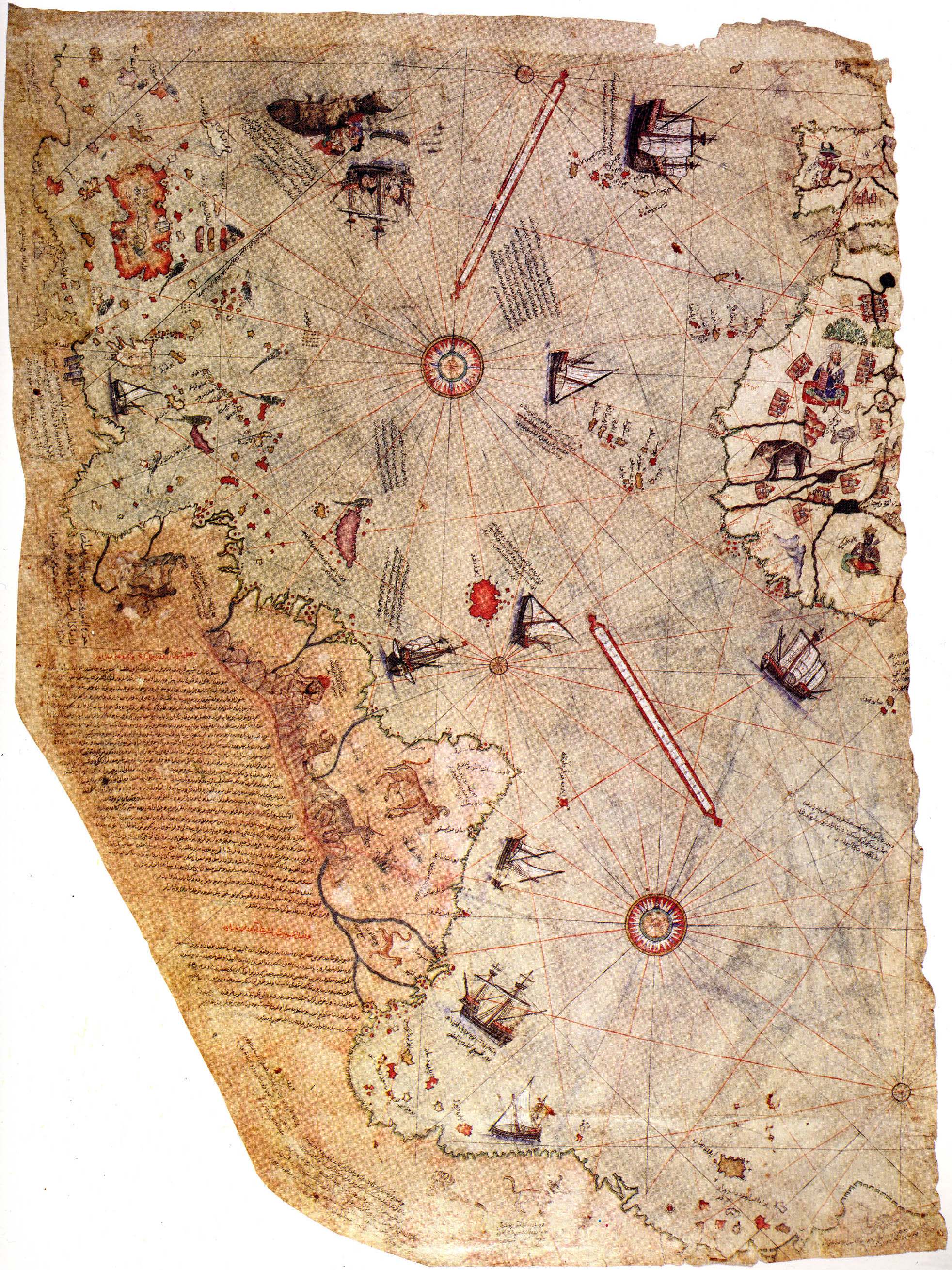
Fragmento sobreviviente del primer mapa mundial del almirante otomano Piri Reis (1513) que muestra el Océano Atlántico y las Américas.

La victoria naval otomana en la batalla de Preveza en 1538 y la Batalla de Djerba en 1560 estableció la primacía otomana en el Mediterráneo durante varias décadas, hasta que los otomanos sufrieron su primera derrota militar a manos de los europeos en la batalla de Lepanto (1571). Pero la derrota en Lepanto, a pesar de ser muy celebrada en Europa, era sólo un revés temporal: no podía revertir la conquista otomana de Chipre, y dentro de un año, los otomanos construyeron una flota igualmente amplia, que en 1574 conquistó Túnez a España. Esto completó la conquista otomana de África del Norte, a raíz de las operaciones de la flota otomana comandada por Turgut Reis, que antes había conquistado Libia (1551); y de la flota comandada por Salih Reis, que habían conquistado las costas de Marruecos más allá del estrecho de Gibraltar en 1553.

### Operaciones en el Océano Atlántico
A partir de principios del siglo XVII, la flota otomana comenzó a adentrarse en el océano Atlántico (antes, Kemal Reis había navegado a las Islas Canarias en 1501, mientras que la flota de Murat Reis el Viejo había capturado Lanzarote en las Islas Canarias en 1585). En 1617 la flota otomana capturó Madeira en el Océano Atlántico, antes de asaltar Sussex, Plymouth, Devon Hartland Point, Cornwall y los otros condados del oeste de Inglaterra en agosto de 1625. En 1627 buques de guerra otomanos, acompañado de corsarios de Berbería bajo el mando de Murat Reis el joven, capturaron la isla de Lundy en el canal de Bristol, que sirvió como la base principal para naves otomanas y operaciones de corso en el Atlántico Norte para los próximos cinco años. Se hicieron asaltos a las Islas Shetland, Islas Feroe, Dinamarca-Noruega, Islandia y Vestmannaeyjar. Entre 1627 y 1631 la misma fuerza otomana también atacó las costas de Irlanda y Suecia. Naves otomanas más tarde aparecieron en las costas orientales de América del Norte, sobre todo siendo avistadas en las colonias inglesas de Terranova y Virginia.

### Operaciones en el Mar Negro

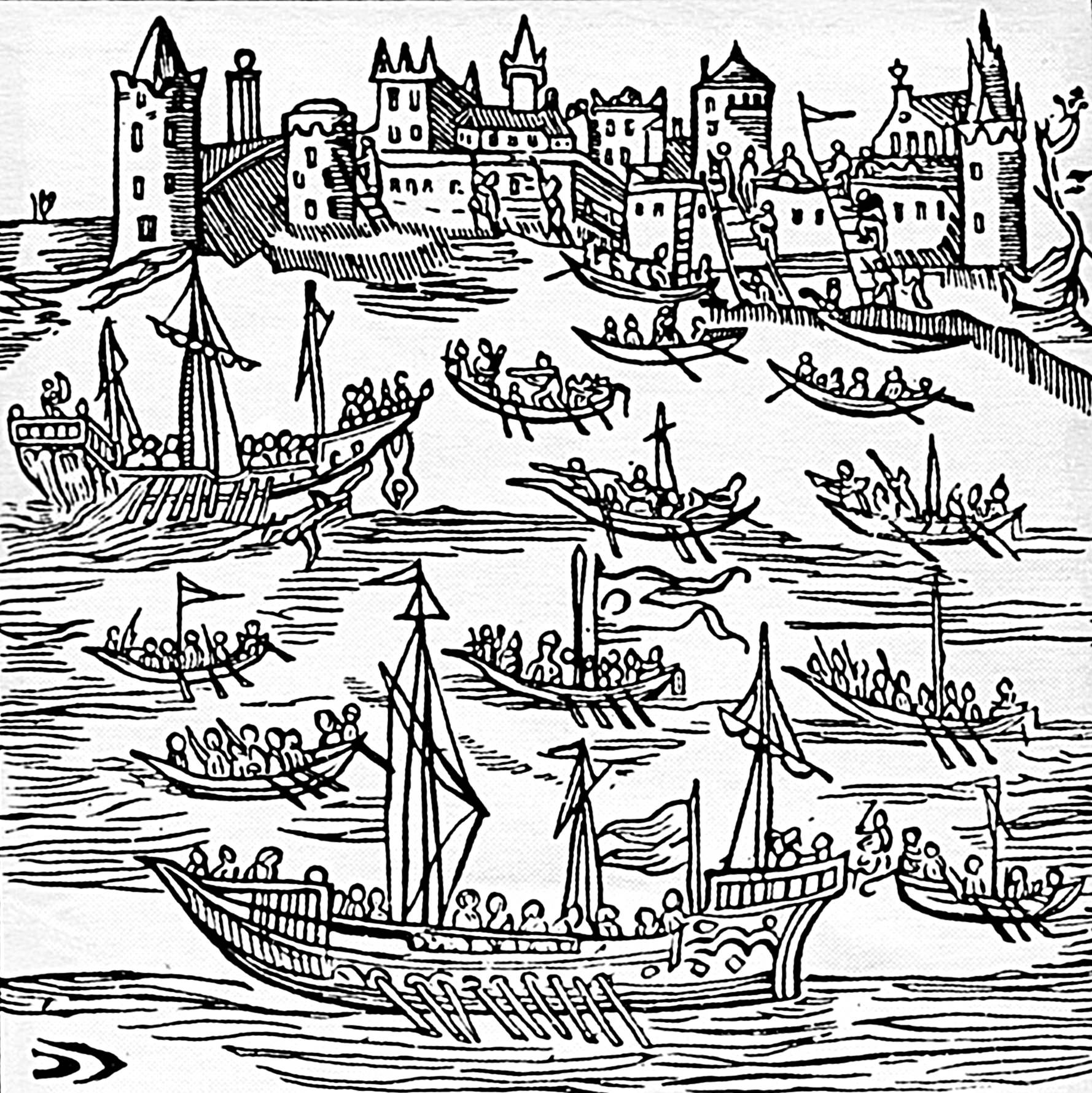
Cosacos de Zaporozhia en botes Chaika, destruyendo galeras otomanas y capturando Caffa en 1616

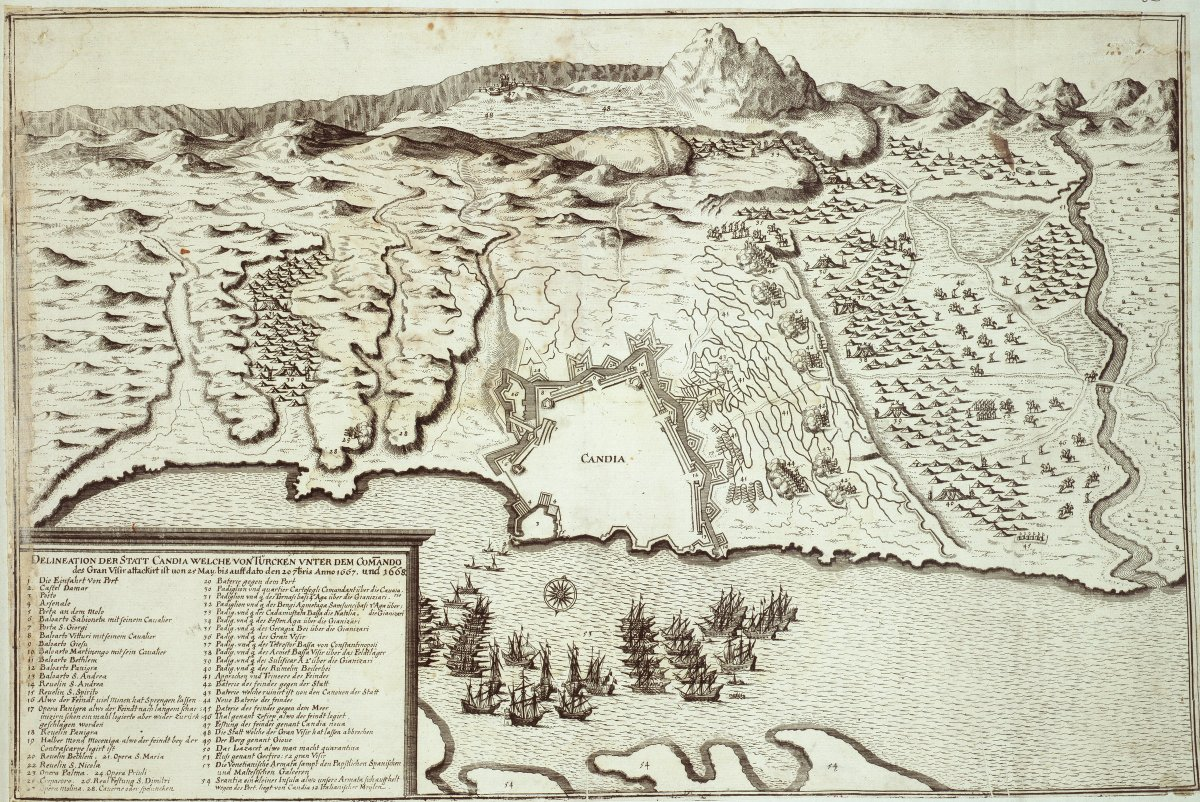
Mapa alemán de la fase final del cerco de Candia durante la Guerra Otomano-veneciana de 1645-1669.

Antes de los otomanos, el selyuqí sultán de Rûm, Alaeddin Keykubad I, había formado una flota en el Mar Negro con base en Sinope, que, bajo el mando del emir Chupan, había conquistado partes de la península de Crimea y Sugdak en el mar de Azov entre 1220 y 1237.
En los años siguientes a la conquista de Constantinopla en 1453, los turcos otomanos habían dominado el Mediterráneo con sus flotas de galeras. En 1475, el sultán otomano Mehmed II empleó 380 galeras bajo el mando de Gedik Ahmet Pasha, cuya flota conquistó el Principado de Teodoro junto con los territorios administrados por los genoveses en Crimea, las ciudades portuarias de Chembalo, Soldaia y Caffa ("Kefe" en lenguas turcas). Como resultado de estas conquistas, a partir de 1478, el kanato de Crimea se convirtió en un estado vasallo y protectorado del Imperio otomano, que duró hasta 1774.
El fracaso del sitio de Malta en 1565 y la victoria de las fuerzas navales de la Liga Santa contra los otomanos en la batalla de Lepanto en 1571 indicó que el péndulo estaba empezando a girar en sentido contrario. Pero el Mar Negro fue, por un tiempo, considerado como un "lago de Turco". Durante más de cien años la supremacía naval otomana en el Mar Negro se apoyó en tres pilares: los otomanos controlaban los estrechos de Turquía y la desembocadura del Danubio ; ninguno de los estados de la región pudo reunir una fuerza naval eficaz; y a la ausencia casi total de la piratería en el Mar Negro. Sin embargo, después de la década de 1550, fue el inicio de incursiones navales frecuentes de los Cosacos de Zaporozhia que marcaron un cambio importante en el control del Mar Negro. Los cosacos con sus botes de remos, llamados chaikas, podían acomodar hasta setenta hombres y equipar cañones. Tenían la ventaja sobre las galeras otomanas, porque eran pequeños, y de baja silueta en el agua, eran difíciles de detectar y altamente maniobrables. A principios de la década de 1600 los cosacos fueron capaces de montar flotas de hasta 300 de estos barcos y enviarlos a todos los rincones del Mar Negro. Ellos comenzaron a atacar las grandes ciudades como Caffa, Varna, Trabzon, e incluso los suburbios de Constantinopla.
Guillaume Levasseur de Beauplan, un ingeniero militar francés, proporcionó un relato de primera mano de las operaciones de cosacos y sus tácticas contra las naves turcas y ciudades de la costa del Mar Negro. El punto culminante de los ataques cosacos se produjo en 1637, cuándo una partida grande de cosacos de Zaporozhia y del Don puso asedio a la fortaleza de Azov. Después de una batalla por tierra y mar de dos meses, la fortaleza fue conquistada por los cosacos.

## Estancamiento (1683-1827)

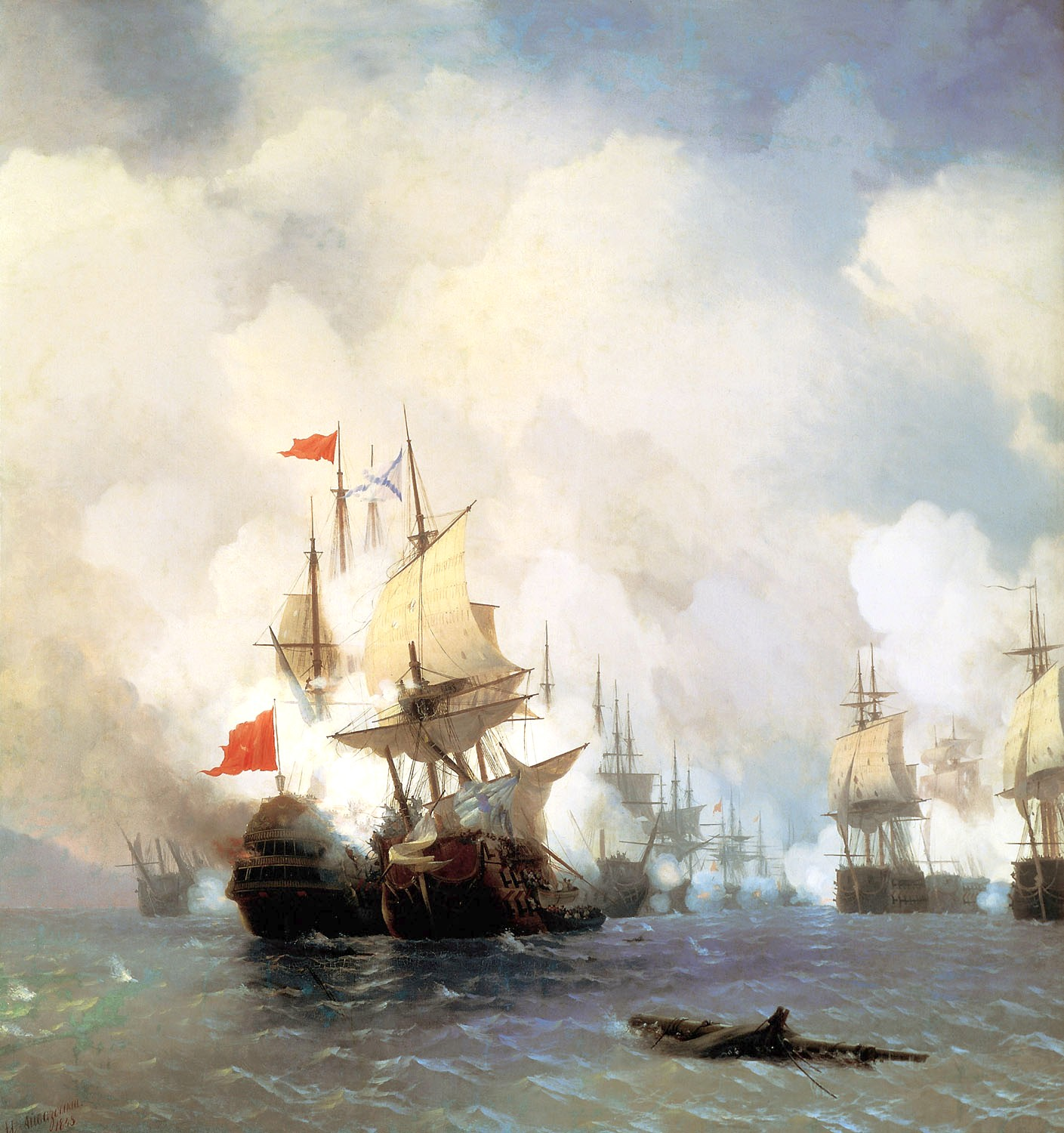
Batalla de Chesme

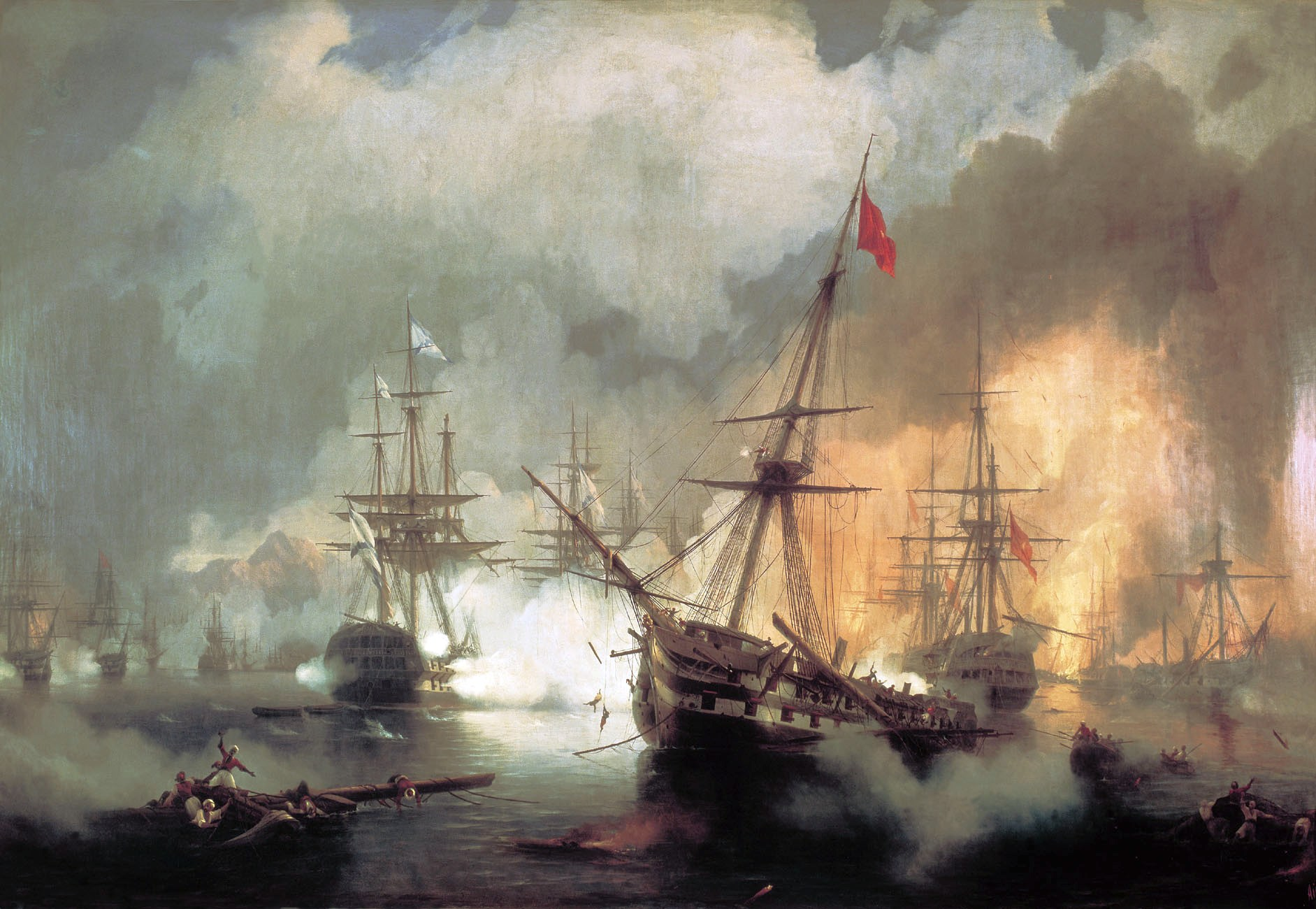
Batalla de Navarino

En el resto de los siglos XVII y XVIII, sin embargo, las operaciones de la flota otomana se limitaron en gran medida en el Mar Mediterráneo, Mar Negro, Mar Rojo, Golfo Pérsico y el Mar Arábigo. La larga duración Guerra otomano-veneciana de 1645-1669 terminó con la victoria otomana y la finalización de la conquista de Creta, que marca el cenit territorial del Imperio. En 1708 otro de los objetivos de larga duración, la conquista de Orán (la última fortaleza española en Argelia) se llevó a cabo.
El siglo XVIII fue un período de estancamiento de la flota otomana, con numerosas victorias emparejadas por igual de numerosas derrotas. Importantes victorias navales otomanas en este período incluyen la reconquista de Moldavia y de Azov a los rusos en 1711. La Guerra otomano-veneciana de 1714 a 1718 vio la reconquista de Morea a los venecianos y la eliminación de los últimos reductos venecianos en el Egeo.
Sin embargo, durante la guerra ruso-turca de 1768-1774, la flota otomana fue destruida en la Batalla de Česhme (1770). La próxima guerra ruso-turca (1787-1792) volvió a ver a numerosas derrotas navales a manos de la Flota rusa del Mar Negro al mando del almirante Fyodor Ushakov.
Durante la Guerra de Independencia griega (1821-1829), la armada rebelde griega, que consiste en buques mercantes convertidos, desafió la supremacía naval otomana en el Egeo, bloqueando fuertes otomanos en Morea y contribuyendo a su captura por las fuerzas terrestres griegas. Tras la intervención del eyalato otomano de Egipto en 1824, la flota otomana-egipcia muy superior bajo el mando de Ibrahim bajá tomó la delantera y con éxito invadieron Creta y Morea hasta la llegada de las flotas combinadas Anglo-Franco-Rusa que destruyeron la mayor parte de la fuerza naval otomana-egipcia en la batalla de Navarino en 1827.

### Flota del Danubio
El tamaño de la Flota del Danubio de la Armada otomana en el momento de la Gran Guerra turca a finales del siglo XVIII era de 52 embarcaciones (4 galeotas, 28 fragatas y 20 barcos de río de fondo plano) tripuladas por 4070 tripulantes.

## Declive (1827-1908)

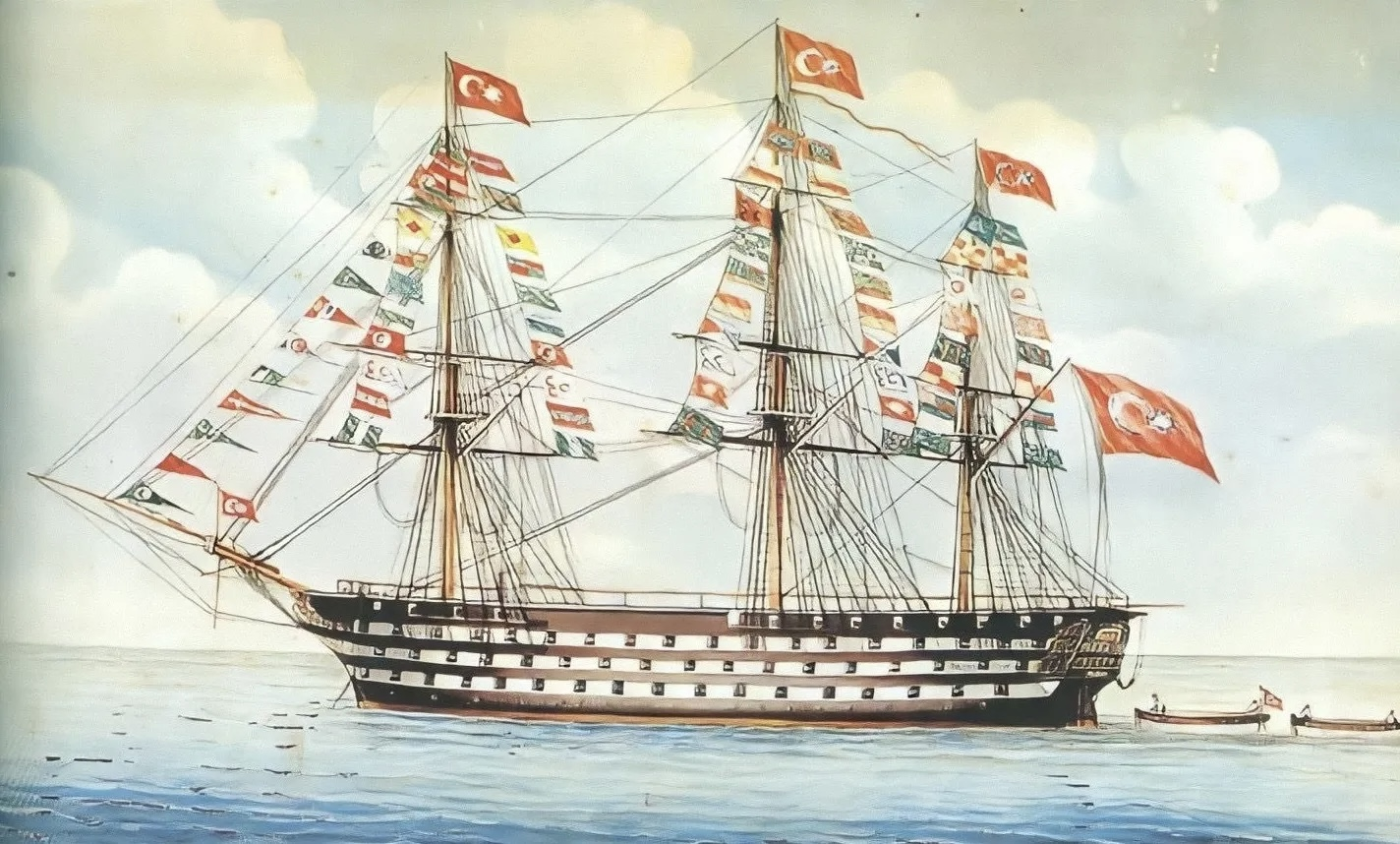
Mahmudiye (1829), construido por el Arsenal Naval Imperial en el Cuerno de Oro en Constantinopla.

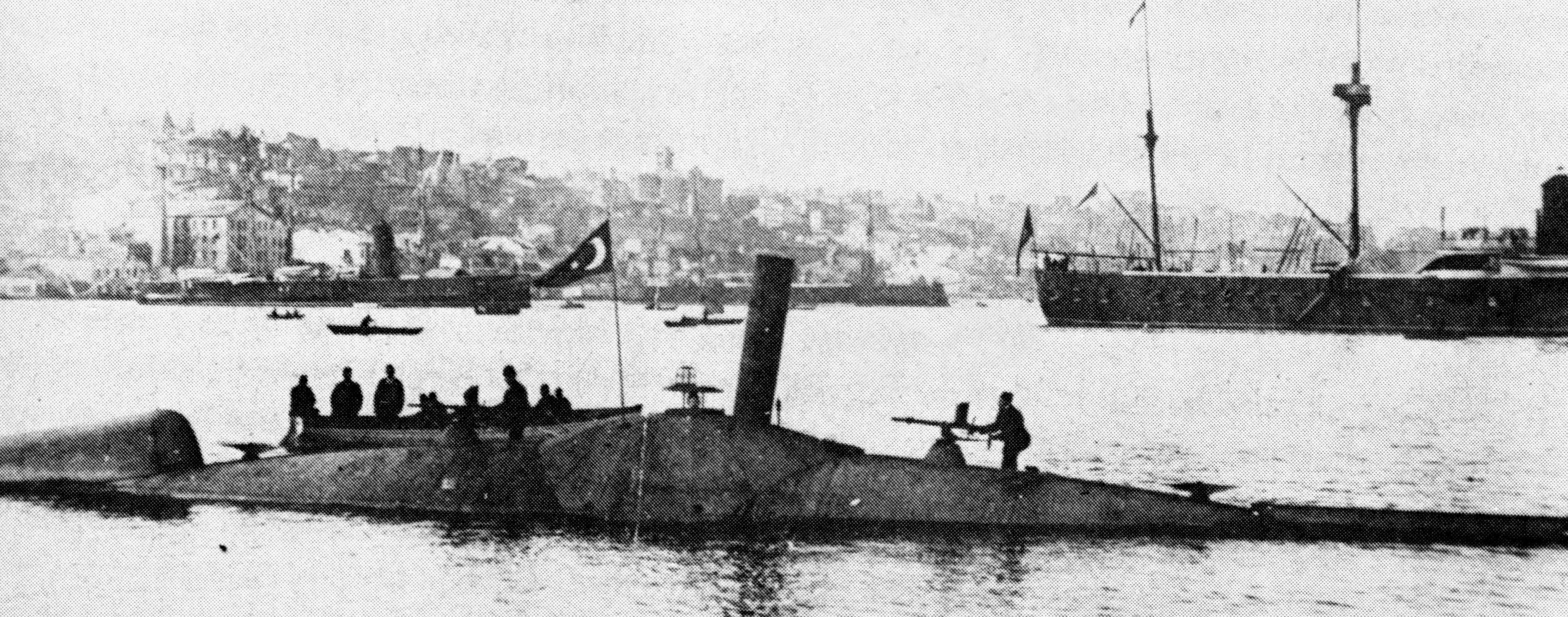
Submarino Otomano Clase Nordenfelt. El Abdül Hamid (1886). Dos submarinos de esta clase, Nordenfelt II (Abdul Hamid,1886) y Nordenfelt III (Abdül Mecid,1887) se unieron a la flota otomana.

El siglo XIX vio una mayor disminución en el poder naval de los otomanos, a pesar de una recuperación de vez en cuando. Después de la derrota contra la flota anglo-franco-rusa combinada en la batalla de Navarino, en 1827, el sultán Mahmud II dio prioridad al desarrollo de una fuerza naval otomana fuerte y moderna. Los primeros barcos de vapor de la Armada otomana fueron adquiridos en 1828.

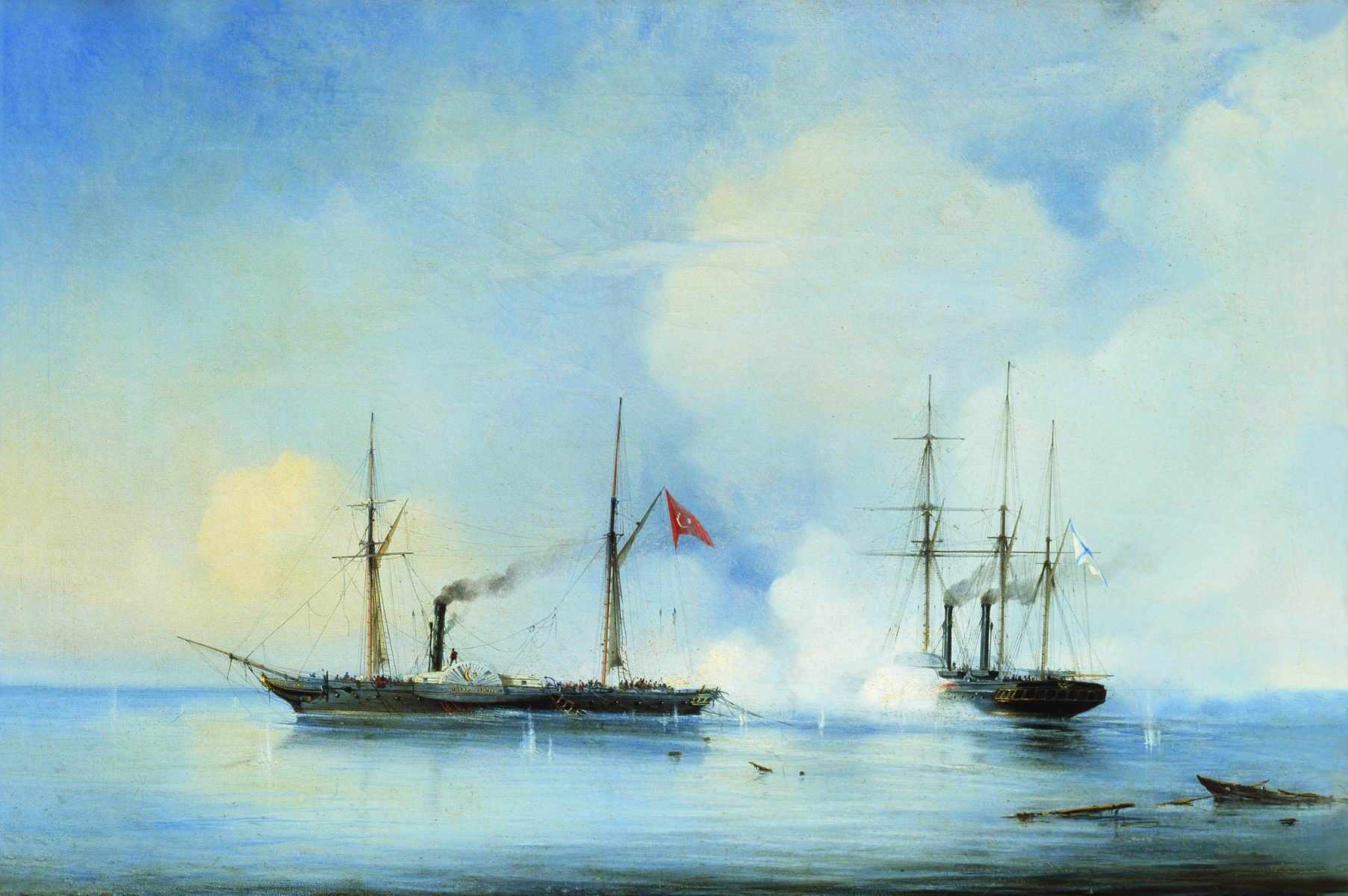
Batalla entre el vapor ruso "Vladimir" y el vapor turco "Pervaz-Bahri",5 de noviembre de 1853.

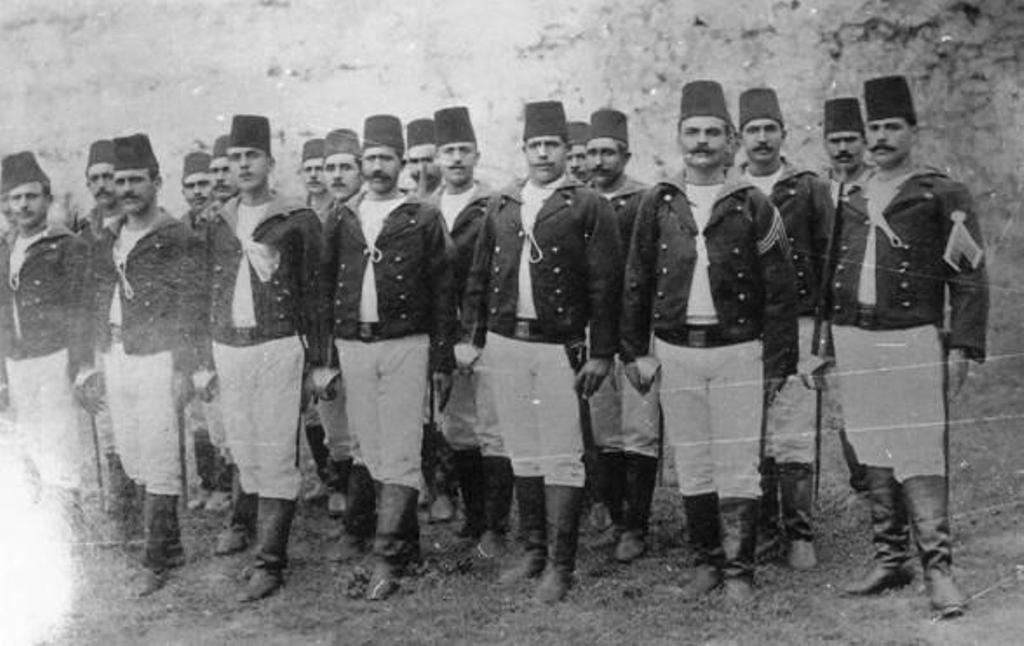
Infantes de marina otomanos durante el reinado de Abdul Hamid II.

En 1875, durante el reinado del sultán Abdulaziz, la Armada otomana tenía 21 acorazados y otros 173 tipos de buques de guerra, ubicándose como la tercera más grande de las marinas de guerra en el mundo, después de las armadas británica y francesa. Sin embargo, el gran tamaño de la armada era demasiada carga para que la colapsada economía otomana pudiera sostener. Abdul Hamid II era consciente de que el imperio necesitaba una armada para protegerse de la creciente amenaza rusa. Sin embargo, la crisis económica otomana de 1875 y la carga financiera adicional de la desastrosa guerra ruso-turca (1877-1878) privó al Imperio Otomano de los recursos financieros y la independencia económica de mantener y modernizar una gran flota. La segunda mitad del siglo XIX fue un período de grandes avances en el campo de la ingeniería naval. La Armada otomana estaba convirtiéndose rápidamente en obsoleta, y necesitaba reemplazar todos sus buques de guerra una vez por década para mantenerse al día con el ritmo del progreso tecnológico - que, dada la pésima situación de la economía, claramente no era una opción.
Los submarinos antes mencionados fueron un intento de obtener una ventaja sobre la marina griega (que sólo tenía un submarino Nordenfelt, una versión más pequeña y con más años). Sin embargo, se dieron cuenta rápidamente de que —al igual que los otros submarinos Nordenfelt ordenados por Rusia— sufrían de problemas de estabilidad y tendían fallar con demasiada facilidad en la superficie. Los turcos no pudieron encontrar una tripulación que estuviera dispuesta a servir en los submarinos primitivos. El Abdul Hamid terminó en descomposición en el muelle, mientras que el Abdül Mecid nunca fue terminado por completo.

## Disolución (1908-1922)

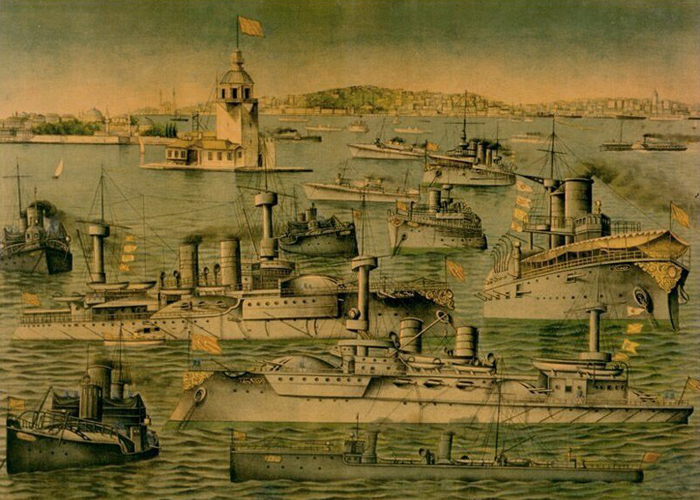
Marina otomana a principios del

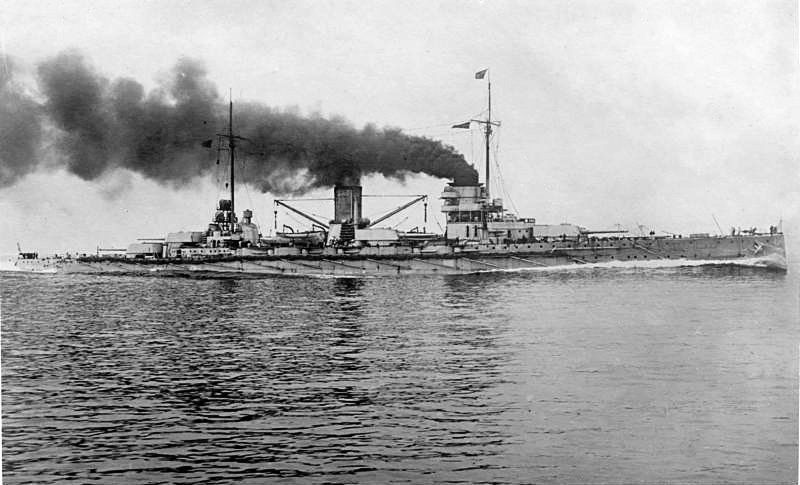
Crucero de batalla otomano Yavuz Sultan Selim.

Después de la Revolución de los Jóvenes Turcos en 1908, el Comité de Unión y Progreso, que tomó el control efectivo del país trató de desarrollar una fuerte fuerza naval otomana. El mal estado de la flota se hizo evidente durante el desfile naval otomano de 1910 y la Fundación de la Armada otomana se estableció, con el fin de adquirir nuevos buques a través de donaciones públicas. Los que hicieron donaciones recibieron diferentes tipos de medallas de acuerdo con el tamaño de sus contribuciones.
En 1910, la Armada otomana compró dos pre-dreadnought de Alemania: SMS Weissenburg y su gemelo el SMS Kurfürst Friedrich Wilhelm. Estos barcos fueron rebautizados como Turgut Reis y Barbaros Hayreddin, respectivamente.

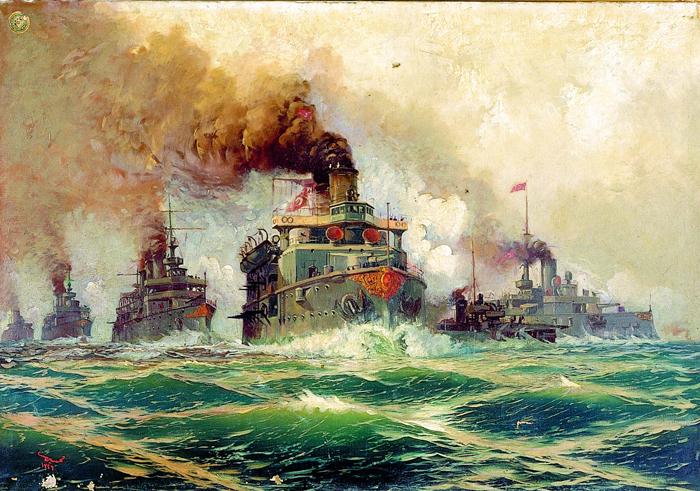
Flota otomana en ejercicios

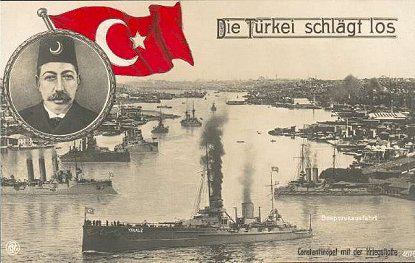
La Armada otomana en el Cuerno de Oro en Constantinopla, en los primeros tiempos de la Primera Guerra Mundial.

La Guerra italo-turca de 1911-1912 y las guerras de los Balcanes de 1912-1913 resultaron ser un desastre para el Imperio Otomano. En el primer caso, los italianos ocuparon la Tripolitania otomana (actual Libia) y las islas del Dodecaneso en el Mar Egeo. En el último conflicto, una pequeña flota griega se dedica con éxito a atacar acorazados otomanos en las escaramuzas navales de Elli y Lemnos. El mejor estado de la flota griega en el mar Egeo durante las guerras de los Balcanes condujo a la liberación de todos las islas otomanas del Egeo distintas de aquellas en el Dodecaneso ocupada por los italianos. También evitó el envío de refuerzos y suministros otomanos durante las batallas terrestres en la península de los Balcanes, donde la Liga Balcánica salió victoriosa. Los únicos éxitos navales otomanos durante las guerras de los Balcanes fueron las acciones de asalto del crucero ligero Hamidiye bajo el mando de Rauf Orbay.
Como consecuencias de las guerras de los Balcanes, los otomanos siguieron participando en una disputa sobre la soberanía de las islas del Egeo Norte con Grecia. Una carrera naval se produjo en 1913-1914, el gobierno otomano ordena grandes acorazados dreadnought como el Sultan Osman-i Evvel y Reşadiye financiados con las donaciones públicas antes mencionadas por la Fundación de la Armada otomana. Aunque Estambul tenía el pago total realizado por los dos barcos de guerra y envió una delegación de Turquía a Gran Bretaña para recogerlos después de la finalización de sus pruebas de mar, el Reino Unido los confisco con en el estallido de la Primera Guerra Mundial en agosto de 1914 y los renombró como HMS Agincourt y HMS Erin. Esto causó considerable malos sentimientos hacia Gran Bretaña entre el público otomano, y el Imperio Alemán se aprovechó de la situación cuando el crucero de batalla SMS Goeben y el crucero ligero SMS Breslau llegaron a los Dardanelos y entraron en servicio en la Armada otomana como Yavuz Sultan Selim y Midilli, respectivamente. Estos eventos contribuyeron significativamente a la sublime puerta en sus decisiones para entrar en la Primera Guerra Mundial en el lado de la Potencias Centrales.

### Primera Guerra Mundial y consecuencias

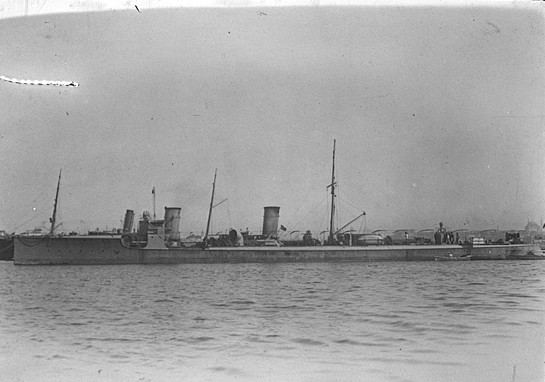
Muâvenet-i Millîye. Buque Torpedero (en servicio entre 1910 a 1923).

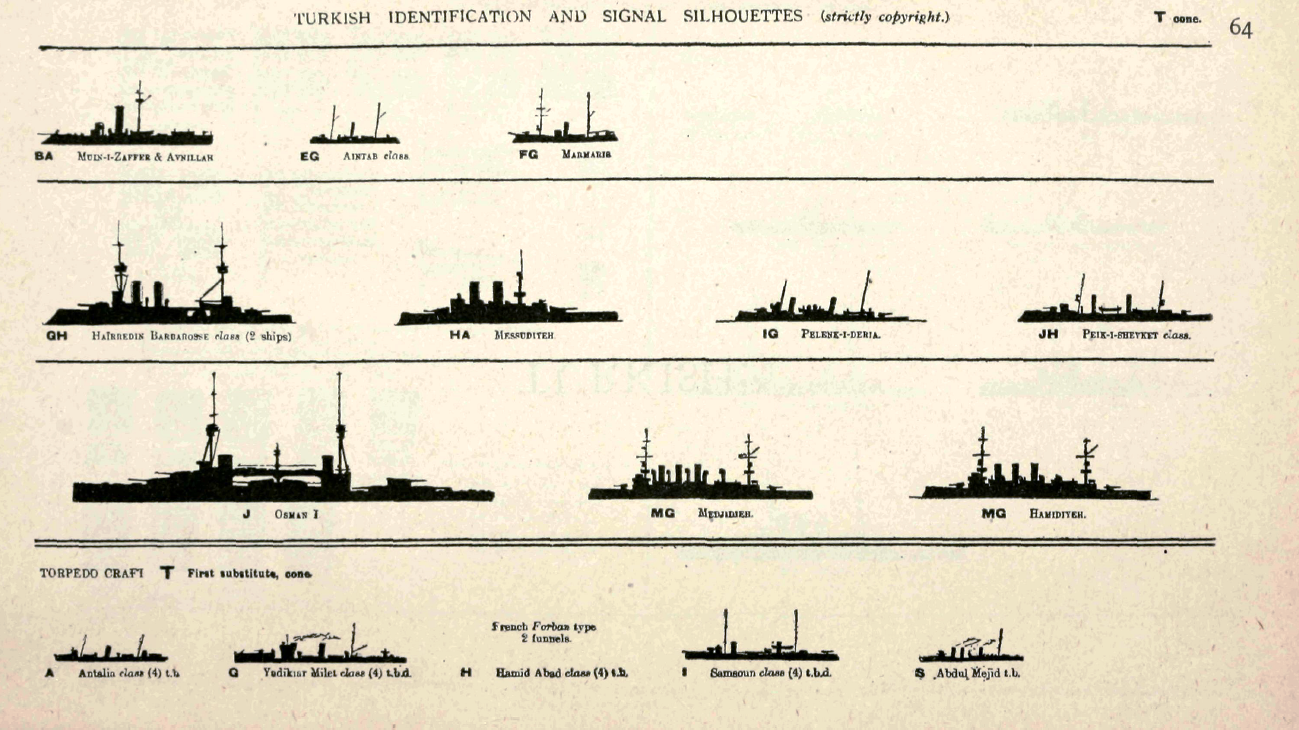
Siluetas de los buques de guerra de la Armada otomana, tal como se calcularon para el 1914 (incluyendo el acorazado no entregado Sultan Osman-i Evvel).

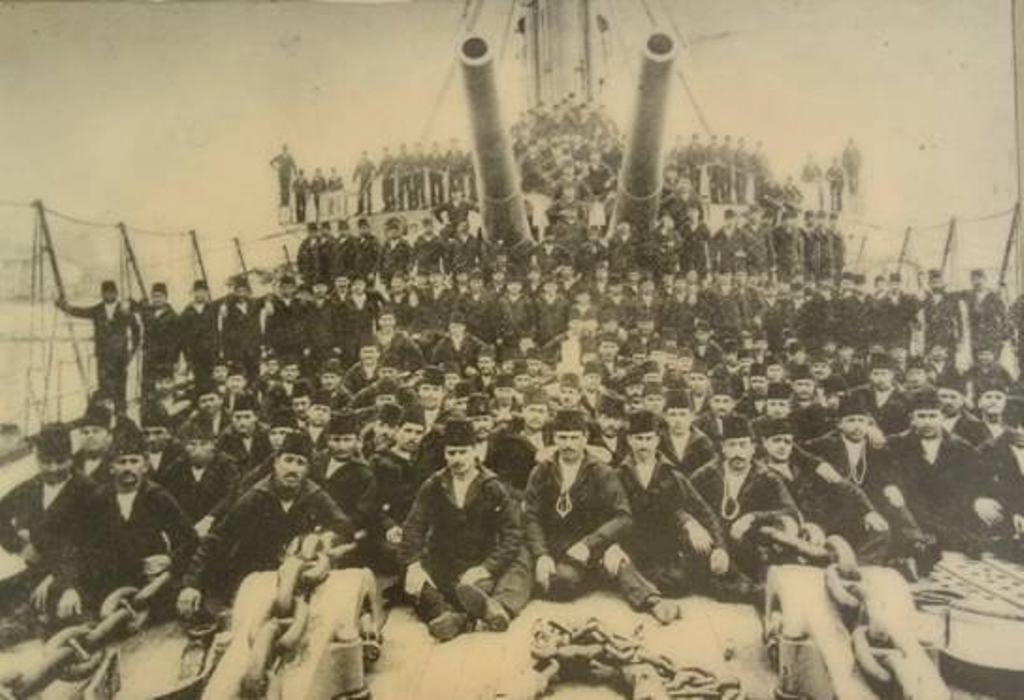
Marineros otomanos en la cubierta del Barbaros Hayreddin

La primera acción militar de los otomanos en la Primera Guerra Mundial fue un ataque por sorpresa de la Armada otomana en la costa rusa del Mar Negro el 29 de octubre de 1914. La incursión naval llevó a Rusia y sus aliados, Gran Bretaña y Francia, a declarar la guerra al Imperio Otomano en noviembre de 1914. Durante la Primera Guerra Mundial, la Armada otomana luchara contra las potencias de la Entente en el Mediterráneo y el Mar Negro.

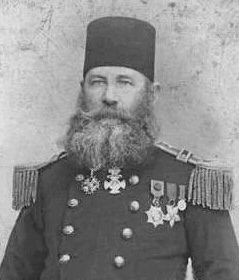
Uniforme de almirante

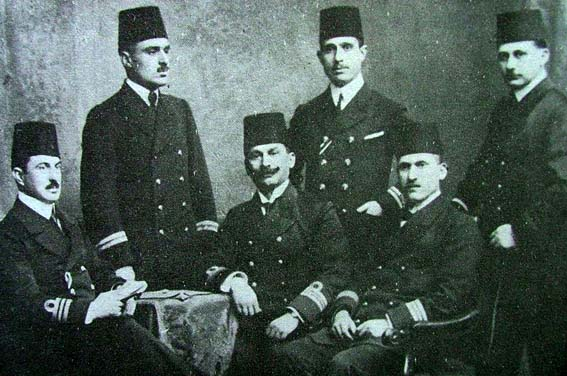
Oficiales otomanos del comando submarino.

En 1915 en la batalla de Gallipoli, los británicos, franceses y el ANZAC no lograron pasar a través del estrecho de los Dardanelos (Çanakkale Boğazı) gracias a las fortificaciones turcas que bordean el estrecho, el minado hecho por minadores turcos como el Nusret, y la lucha feroz por parte de los soldados turcos en tierra, mar y aire. Durante la batalla, el submarino británico HMS E11 hundió al Barbaros Hayreddin el 8 de agosto de 1915.
En el último año de la Primera Guerra Mundial, cuando regresaba de una misión de bombardeo del puerto aliado de Mudros en la isla griega de Lemnos, el Midilli se topó con un campo de minas entre Lemnos y Gökçeada el 20 de enero de 1918, y se hundió después de haber sido severamente dañado por cinco minas consecutivas. Durante la misión, Midilli, junto con el Yavuz Sultan Selim, había logrado hundir los buques de guerra británicos HMS Raglan y HMS M28, así como una nave de transporte de 2000 toneladas, y habían bombardeado el puerto de Mudros, junto con puestos de comunicación y de campos aéreos de los aliados en las otras partes de Lemnos. El crucero de batalla Yavuz Sultan Selim se convirtió en uno de los buques de guerra otomanos más activos a lo largo de la Primera Guerra Mundial; bombardeó numerosos puertos en el Mar Negro y el Mar Egeo, mientras mantuvo enfrentamientos con acorazados rusos de la clase Imperatritsa Mariya y logró el hundimiento de un cierto número de buques de guerra rusos y británicos y buques de transporte.
Después del final de la Primera Guerra Mundial, los victoriosos aliados disolvieron la Armada otomana y los grandes barcos de la flota otomana fueron remolcados a las islas Príncipe en el Mar de Mármara bajo el control de los buques de guerra aliados, o encerrados en el Cuerno de Oro. Algunos de ellos fueron desechados.
Después de la independencia de la República de Turquía en 1923, los restantes grandes buques de guerra de la antigua flota otomana, como el crucero de batalla TCG Yavuz, el Pre-Dreadnought TCG Turgut Reis, cruceros protegidos TCG Hamidiye y TCG Mecidiye, cruceros torpederos Berk-i Satvet y Peyk-i Şevket, destructores TCG Samsun, TCG Basra y TCG Taşoz y lanchas torpederas TCG Burak Reis, TCG Kemal Reis, TCG ISA Reis y TCG Sakiz fueron reacondicionados, reparados y modernizados, mientras que nuevos barcos y submarinos fueron adquiridos.

## Almirantes

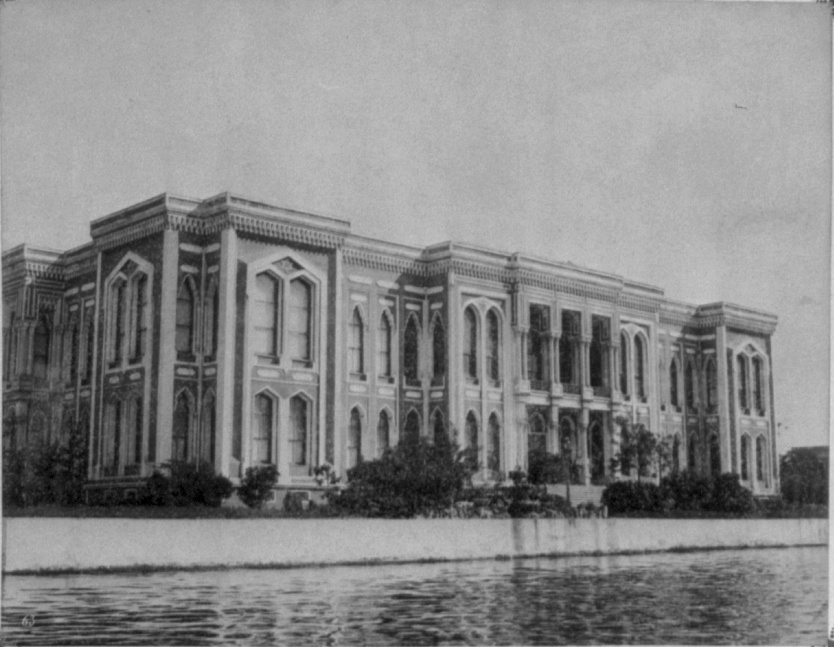
Ministerio Otomano de la Armada (Bahriye Nezareti).

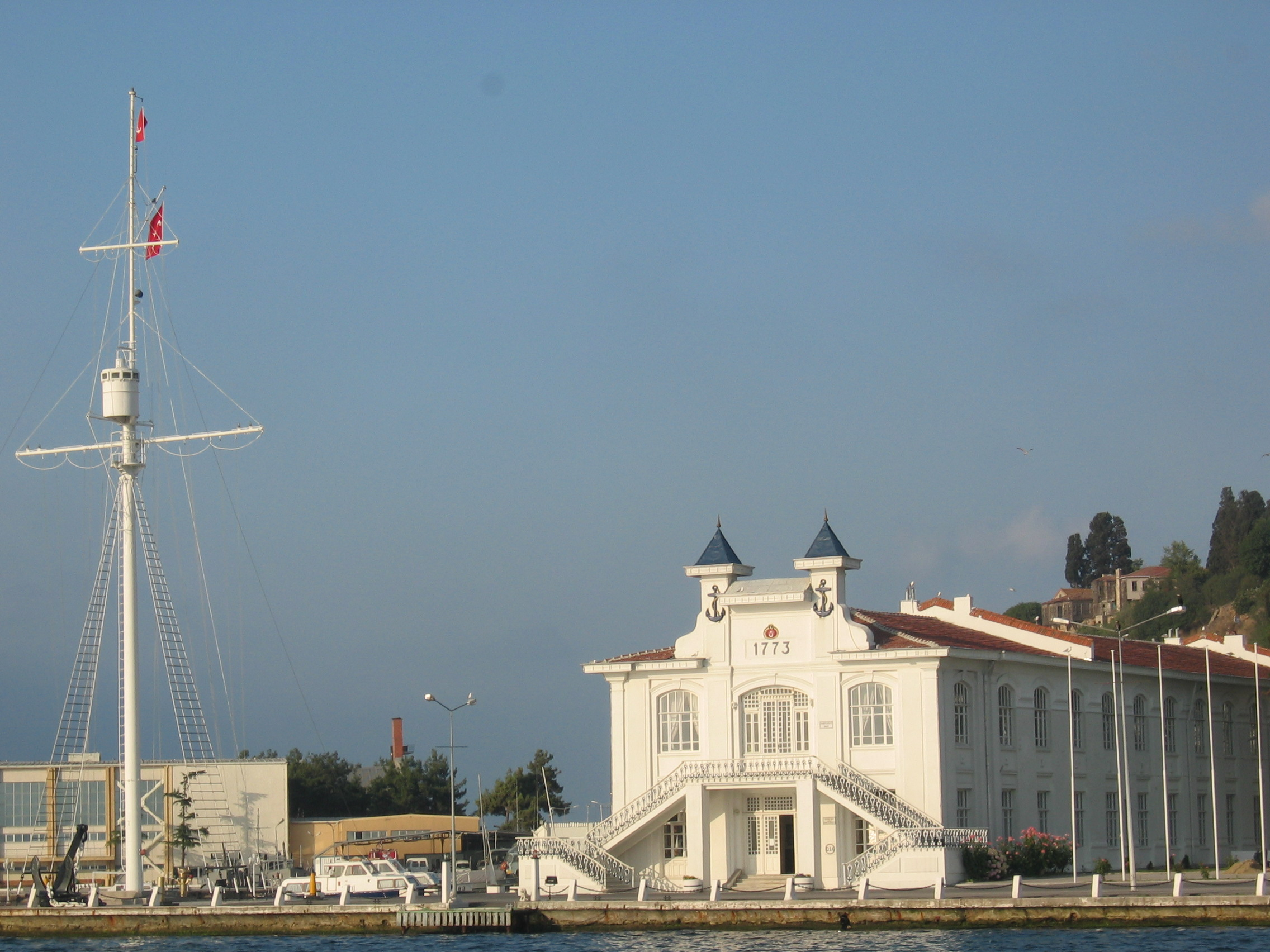
Instituto Naval turco (1773) en la isla Heybeliada cerca de Estambul.

Hubo grandes almirantes otomanos como Kemal Reis (quien derrotó dos veces la flota veneciana en la primera batalla de Lepanto en 1499 y la segunda batalla de Lepanto en 1500); Jeireddín Barbarroja que venció a la Santa Liga de Carlos V bajo el mando de Andrea Doria en la Isla de Peñón en 1531, en la Batalla de Preveza en 1538 y Argelia en 1541; Turgut Reis (conocido como Dragut en Occidente) que conquistó Libia en 1551 y derrotó a la flota de Carlos V bajo el mando de Andrea Doria en la batalla de Ponza en 1552; Pialí Pasha que derrotó a la Liga Santa de Felipe II bajo el mando de Giovanni Andrea Doria en la batalla de Djerba en 1560; Aruj que estableció la presencia otomana en el norte de África, que duró cuatro siglos; Salih Reis que conquistó Marruecos en 1553 y extendió el territorio otomano en el Océano Atlántico; Uluj Ali que restauró la dominación otomana del Mediterráneo después de la tercera batalla de Lepanto en 1571 y conquistó Túnez a España en 1574; Murat Reis que luchó contra los portugueses en el Océano Índico, entre 1552 y 1554 y capturó Lanzarote en las Islas Canarias en el Océano Atlántico en 1585; Seydi Ali Reis (conocido como Sidi Ali Reis en Occidente) que luchó contra los portugueses en el Océano Índico en 1554 y es famoso por sus libros de viajes que son traducidos a muchos idiomas; Kurtoğlu Muslihiddin Reis (conocido como Curtogoli en Occidente) jugó un papel importante en la conquista de Egipto en 1517 y en Rodas en 1522, y estableció la Flota otomana del Océano Índico concentrada en Suez que más tarde fue comandada por su hijo, Kurtoğlu Hızır Reis, que dirigió la expedición naval otomana de Aceh (1568-1569), que marcó la expansión territorial más oriental del Imperio otomano, estos y muchos otros están en salón de la fama de los grandes navegantes de la historia.
El almirante y cartógrafo otomano Piri Reis elaboró mapas y libros de navegación, incluyendo su primer mapa del mundo (1513), que es uno de los mapas más antiguos conservados de América y, posiblemente, el mapa más antiguo que sobrevive de la Antártida. El primer mapa del mundo (1513) y el segundo mapa del mundo (1528) de Piri Reis hoy en día se conservan en la Biblioteca del palacio Topkapi en Estambul. Otras obras de Piri Reis se conservan en el Museo Naval, también Estambul.

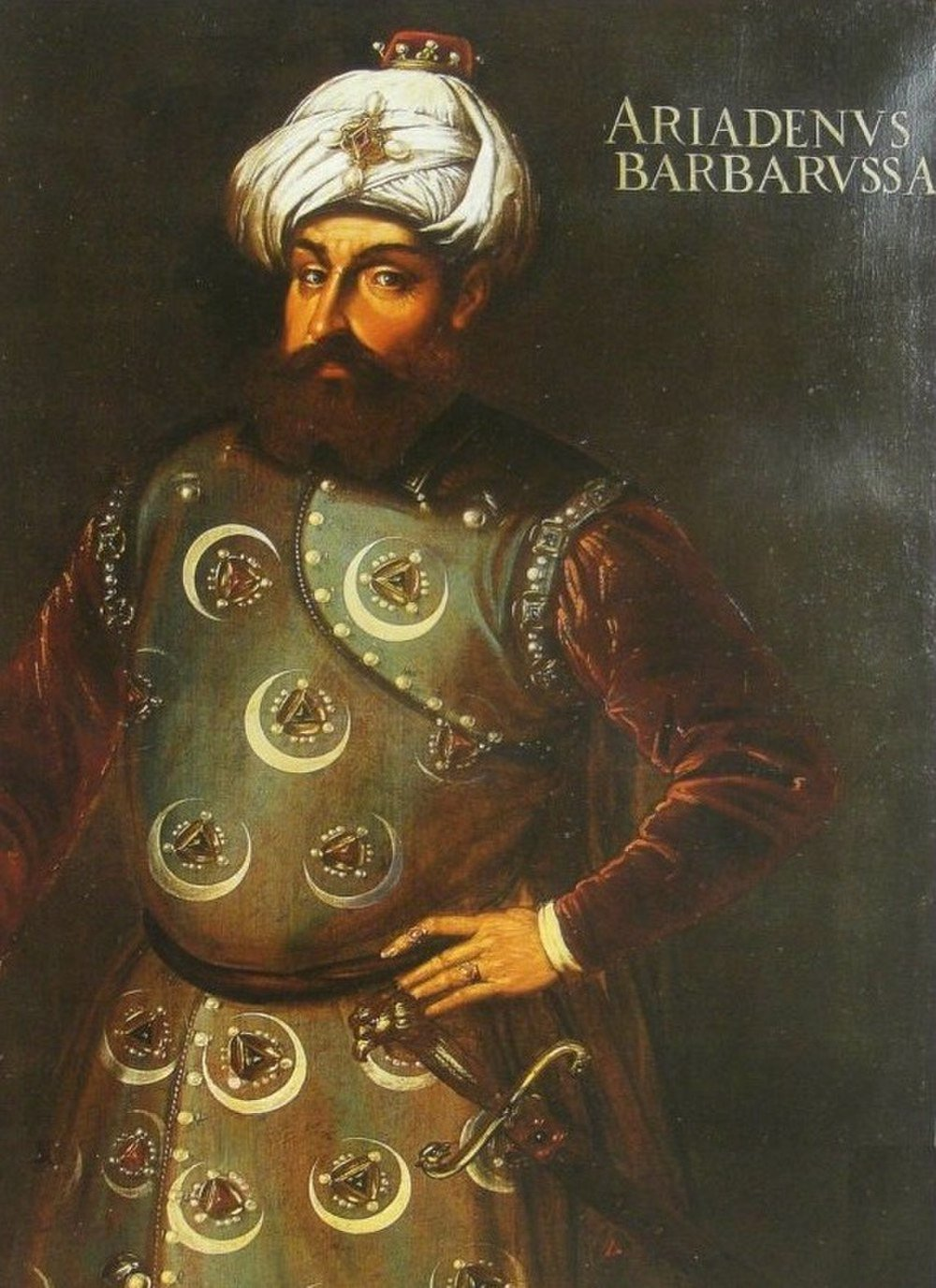
Jeireddín Barbarroja
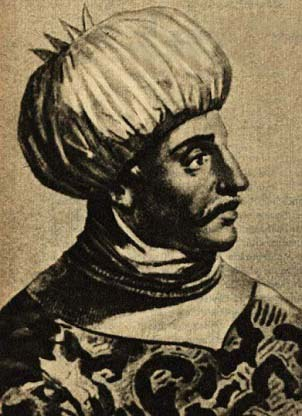
Uluj Alí
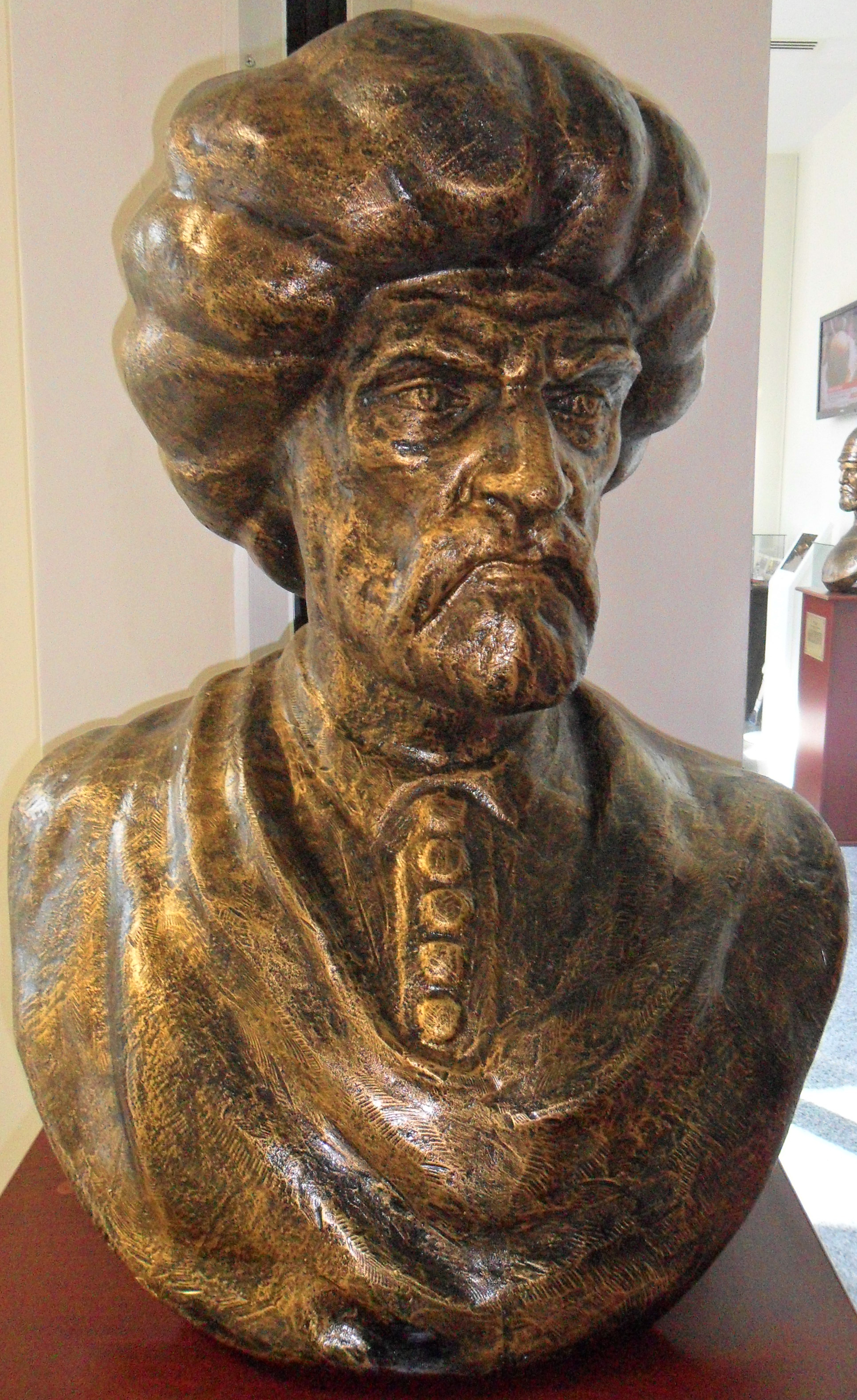
Pialí Bajá
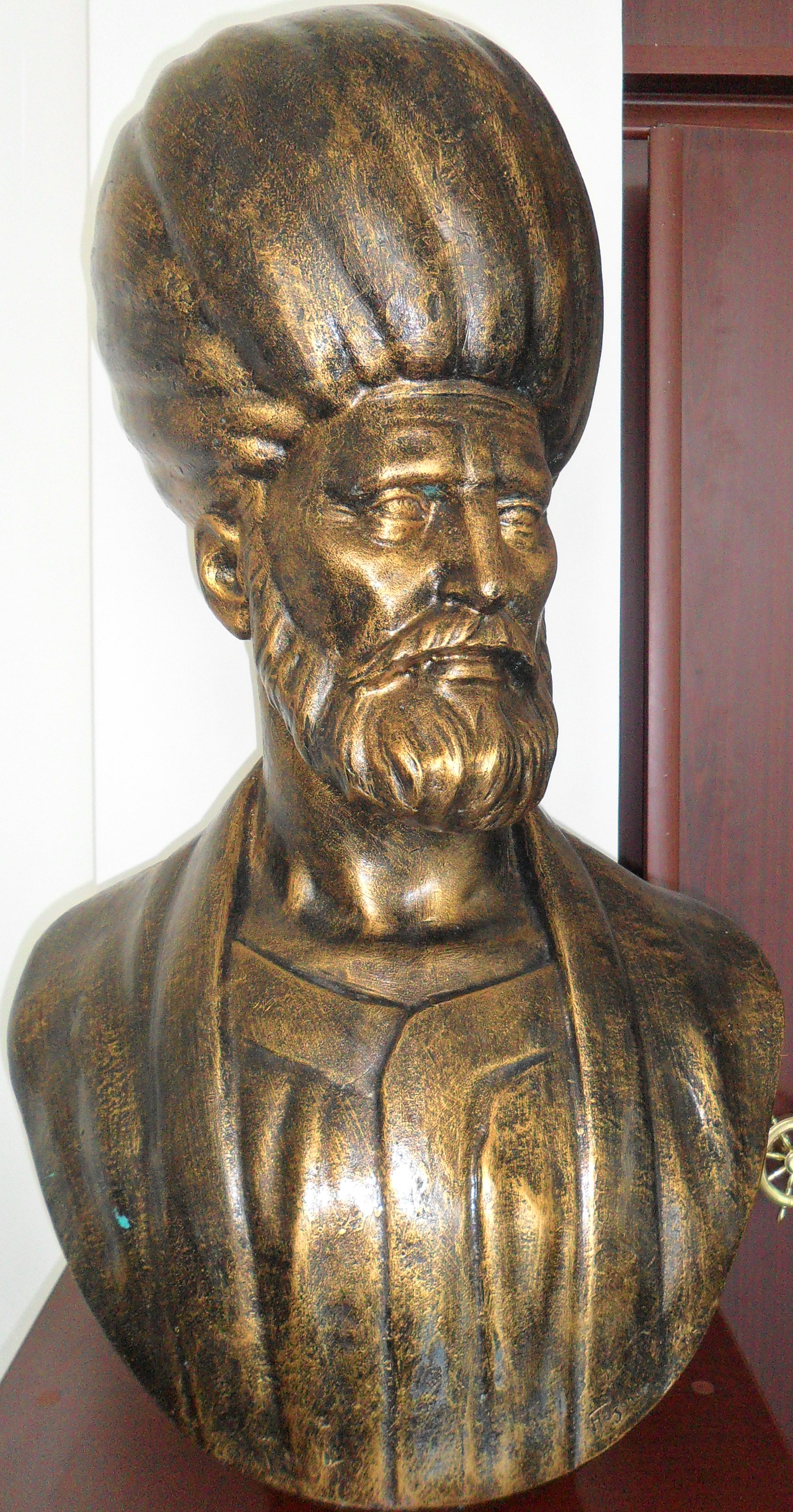
Piri Reis